# Huachuca City
Huachuca City – miasto w Stanach Zjednoczonych, w stanie Arizona, w hrabstwie Cochise.